# Cuilcagh
Cuilcagh är ett berg beläget på gränsen mellan grevskapen Fermanagh och Cavan och därmed mellan Republiken Irland och Nordirland. Cuilagh med sina 665 meter över havet är det högsta berget i de båda grevskapen. Vattnet som rinner ner från den södra delen av berget kommer ifrån Shannon Pot och bildar även källan till Shannonfloden.